# Невзорова, Александра Дмитриевна
Александра Дмитриевна Невзорова — советский хозяйственный деятель, Герой Социалистического Труда.

## Биография
Родилась в 1936 году в селе Шкаврово. Член КПСС.
В 1951—1957 — ученик слесаря-сборщика, слесарь-сборщица Государственного союзного Харьковского телефонно-коммутаторного завода. В 1957—1991 — слесарь-сборщица, токарь, сверловщица, бригадир комплексной бригады Харьковского релейного завода Харьковского производственного объединения «Радиореле» Министерства промышленности средств связи СССР.
Указом Президиума Верховного Совета СССР от 29 марта 1976 года присвоено звание Героя Социалистического Труда с вручением ордена Ленина и золотой медали «Серп и Молот».
Делегат XXVI съезда КПСС.
Живёт в Харькове.

## Награды и звания
- Герой Социалистического Труда (29.03.1976)
- Орден Ленина (26.04.1971, 29.03.1976)